# کیم سونگ-ایل (اسکیت‌باز)
کیم سونگ-ایل (انگلیسی: Kim Seoung-il؛ زادهٔ ۱۹ دسامبر ۱۹۹۰) اسکیت‌باز  اهل کره جنوبی است.
از افتخارات وی می‌توان به کسب مدال نقره در بازی‌های المپیک زمستانی ۲۰۱۰ اشاره‌کرد.